# Joachim József (hegedűművész)
Joachim József (Joseph Joachim) (Köpcsény, 1831. június 28. – Berlin, 1907. augusztus 15.) magyar származású hegedűművész, karmester és zeneszerző. Sokszor őt emlegetik minden idők legjobb hegedűsének.

## Élete
Joachim Moson vármegye Köpcsény nevű községében született. 1833-ban a család Pest-Budára költözött, ahol ötéves korától kezdve rendszeres hegedűoktatásban részesült. Ezután Bécs és Lipcse következett, ahol Mendelssohn támogatását élvezte. Mendelssohnnal együtt jutott el először Londonba, amely várost pályafutása során sokszor meglátogatott. Itt játszotta el 1844-ben, tizenkét évesen Mendelssohn vezényletével Beethoven akkor még újrafelfedezésre váró D-dúr hegedűversenyét. (Mendelssohnnak sikerült meggyőznie az ottani filharmóniai társaság bizottságát, hogy tekintsen el attól a szabálytól, amelynek értelmében csodagyerekek nem léphettek fel koncertjein.) Még számos alkalommal szólaltatta meg Beethoven remekét, többek között Robert Schumann vezényletével, aminek köszönhetően ez a mű az általános koncertrepertoár része lett.
Mendelssohn halála után Weimarba költözött, ahol koncertmesteri státuszba került, és itt ismerkedett meg Liszt Ferenccel és Richard Wagnerrel. Baráti viszonyba került Robert és Clara Schumann-nal, illetve Johannes Brahmsszal, akivel rendszeresen kamarazenélt. Ráadásul Brahms és Joachim szövetséget kötött a liszti és a wagneri zene ellen. Joachim József Hannoverben házasodott meg, Amalie Weiss énekesnő lett a felesége.
1866-ban került Berlinbe, ahol 1869-ben elvállalta az akkor alakuló Berlini Zeneakadémia igazgatói állását, mely tisztséget egészen haláláig töltött be. Itt alapította első együttesét, a Joachim vonósnégyest, 1869-ben.
1884-ben kiderült, hogy feleségének kényes ügyei vannak Fritz Simrockkal, Brahms kiadójával. Mivel Brahms kiállt Amalie mellett, ez a barátságuk pár évig tartó megromlásához vezetett. Később azonban Brahms a Kettősversennyel engesztelte ki barátját.
Joachim József 1907-ben halt meg Berlinben.

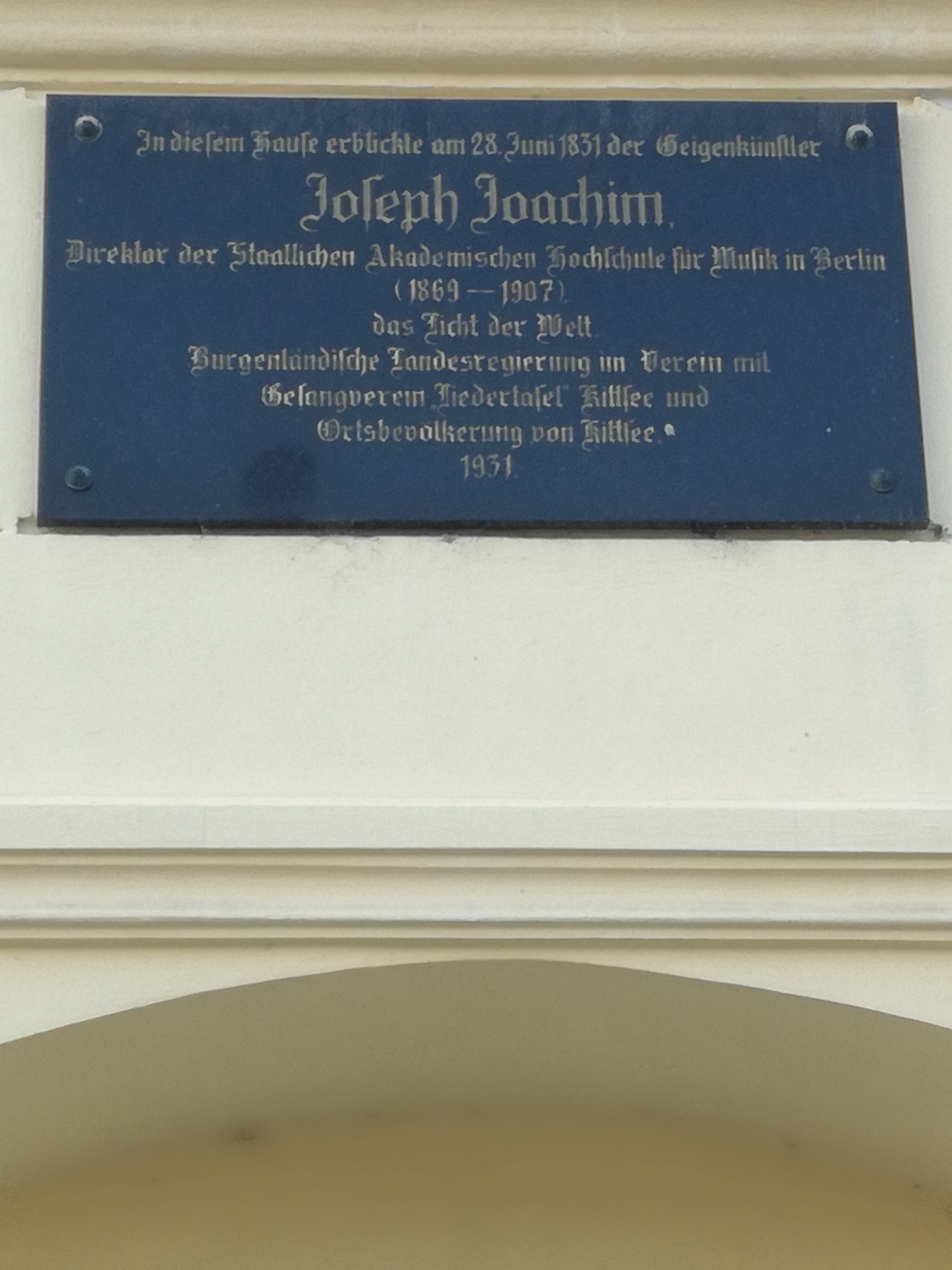
Emléktábla Joachim József szülőházán Köpcsényben (Kittsee - Ausztria)

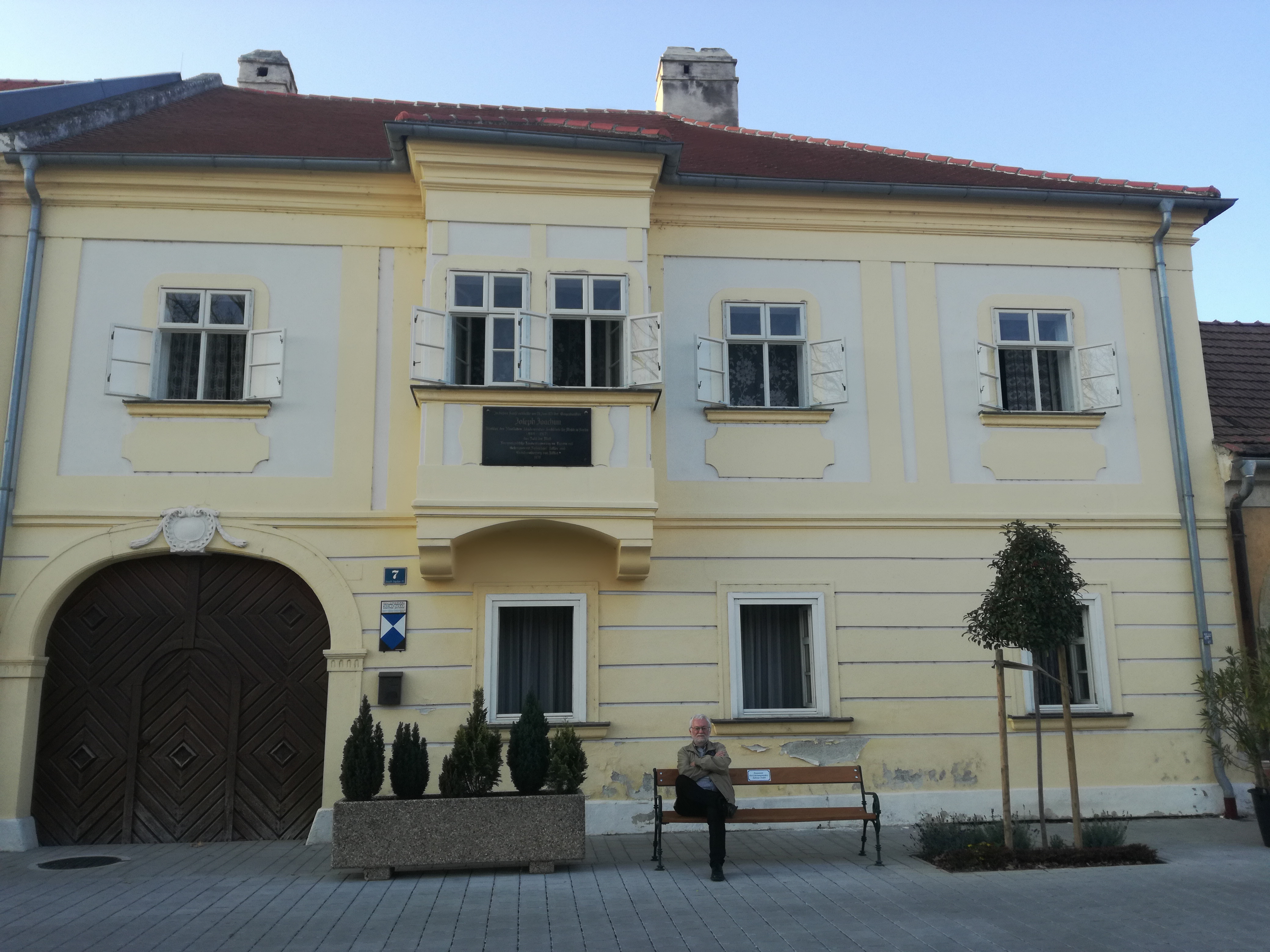
Joachim József szülőháza Köpcsényben (Kittsee - Austria)

## Munkássága
A korban szinte páratlanul széles repertoárja Johann Sebastian Bach műveitől az akkori kortárs zenéig terjedt. Felix Mendelssohn is vele konzultált e-moll hegedűversenyének komponálásakor, s Antonín Dvořák neki írta a hegedűversenyét, ennek ellenére Joachim sosem adta elő. Számos zeneszerző támaszkodott tudására, amikor hegedűversenyt komponált, s többen ajánlották neki concertóikat. Interpretációit általában a mély zeneiség, az üres virtuozitástól tartózkodás jellemezte.
Brahms a hegedűversenyét (melynek írása során sok segítséget kapott Joachimtól, sőt valószínűleg a hegedűművész Concerto magyaros stílusban című műve erősen hatott rá) írta neki, a Brahms: hegedű-cselló kettősversenyét (amit kiengesztelésül írt a kiadóval kapcsolatos ügy miatt) is Joachim mutatta be, ill. első szimfóniájának angol premierét ő vezényelte.
Saját zeneszerzői munkássága inkább a kadenciákban merül ki. Bár írt saját műveket is (különböző darabokat hegedűre, nyitányt Shakespeare színdarabjaihoz), de ezek a művek egyáltalán nem arattak sikert, manapság nem is hallani őket.
Charles Jean Baptiste Collin-Mezin francia hangszerkészítő által készített hegedűn játszott.

## Szellemi hagyatéka

### Műveinek listája
- op. 1 B-dúr Andantino és Allegro scherzoso hegedűre és zenekarra
- op. 2 B-dúr románc
- op. 4 „Hamlet“ nyitány
- op. 6 „Demetrius“ nyitány
- op. 7 „IV. Henry“ nyitány (1854)
- op. 9 Hebräische Melodien brácsára és zongorára
- op. 11 Hegedűverseny magyaros stílusban (1861)
- op. 12 Noktürn hegedűre és zenekarra
- op. 13 „In Memoriam Heinrich von Kleist“ nyitány (1861)

### Felvételei
Sajnos, Joachimnak nagyon kevés számú felvétele maradt fenn:
- Joachim: C-dúr románc op. 20. Ref 047906. Matrix 218y.
- Bach: g-moll szólószonáta BWV 1001 Adagio tétele. Ref 047903. Matrix 204y.
- Bach: h-moll partita BWV 1022 Bourrée tétele. Ref 047904. Matrix 205y.

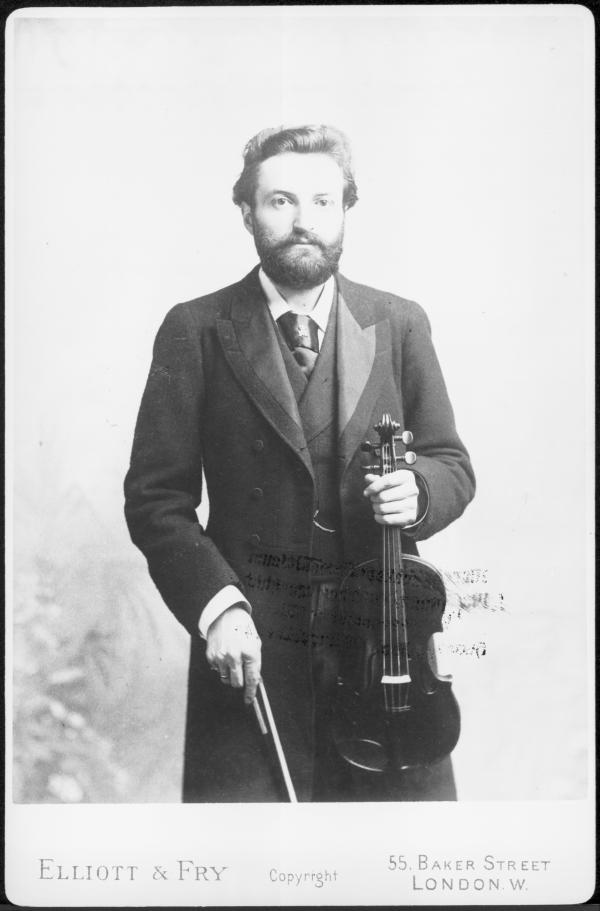
Willy Hess (1859-1939)

- Brahms: Két magyar tánc

### Híres tanítványai
- Hubay Jenő
- Adorján Jenő
- Auer Lipót (Leopold Auer)
- Willy Hess
- Vecsey Ferenc
- Bronisław Huberman

## Külső hivatkozások
- Magyar Pavilon Joachimról (zenei felvételek is!)
- Részletes életpálya ismertetés - a színészkönyvtárban: https://web.archive.org/web/20071205044835/http://www.szineszkonyvtar.hu/contents/f-j/joachim.htm